# Dendrochirus brachypterus
El pez león de aletas cortas (Dendrochirus brachypterus), también conocido como pez león enano o pez escorpión es un pez de la familia Scorpaenidae. Es una especie nocturna que descansa de día que se alimenta de noche fundamentalmente de pequeños crustáceos. Crece hasta los 17 centímetros de longitud.

## Hábitat y distribución
Su hábitat natural son los arrecifes y zonas rocosas en lagunas de poca profundidad. Puede encontrarse desde el Mar Rojo y este de África, hasta Samoa y Tonga, Japón, sur de la Isla de Lord Howe, las Islas Marianas.
Ocasionalmente puede encontrase en acuarios.